# (5680) Nasmyth
Pour les articles homonymes, voir Nasmyth.
(5680) Nasmyth est un astéroïde de la ceinture principale.

## Description
(5680) Nasmyth est un astéroïde de la ceinture principale. Il fut découvert le 30 décembre 1989 à Siding Spring par Robert H. McNaught. Il présente une orbite caractérisée par un demi-grand axe de 3,16 UA, une excentricité de 0,15 et une inclinaison de 1,6° par rapport à l'écliptique.

## Compléments